# Devarodes semialbata
Devarodes semialbata là một loài bướm đêm trong họ Geometridae.